# Narjahanam
Narjahanam (arabsky نار جهنم, česky znamená Pekelný oheň) je bahrajnská black/death metalová kapela založená v roce 2004 Mardusem původně jako vedlejší projekt kapely Gravedom. V roce 2005 se k Mardusovi přidal Busac. Skupina do své tvorby implementuje blízkovýchodní hudební prvky.
První studiové album s názvem عندما تظهر الشمس من الغرب bylo vydáno v roce 2007.

## Diskografie

### Studiová alba
- عندما تظهر الشمس من الغرب (vyšlo 2007)
- وما خفي كان أعظم (vyšlo 2013)